# Ајтенсхајм
Ајтенсхајм (њем. Eitensheim) општина је у њемачкој савезној држави Баварска. Једно је од 30 општинских средишта округа Ајхштет. Према процјени из 2010. у општини је живјело 2.748 становника. Посједује регионалну шифру (AGS) 9176124.

## Географски и демографски подаци
Ајтенсхајм се налази у савезној држави Баварска у округу Ајхштет. Општина се налази на надморској висини од 403 метра. Површина општине износи 15,7 km². У самом мјесту је, према процјени из 2010. године, живјело 2.748 становника. Просјечна густина становништва износи 175 становника/km².